# Сметанино (Кировская область)
Сметанино — село в Санчурском районе Кировской области России. Административный центр Сметанинского сельского поселения.

## География
Село располагается примерно в 2 километрах к северо-западу от районного центра — посёлка Санчурск и протянулось почти на 3 километра вдоль трассы Санчурск—Люмпанур, уходящей вглубь района.
Расстояние до реки Большая Кокшага в разных местах от 1.5 до 3 км.

## История
История его основания привязана к основанию районного центра Санчурск, вблизи которого и расположено село.
С 1584 года, времени основания Царёвосанчурска (в дальнейшем ставшим центром уезда), соседние с крепостью территории передавались русским помещикам, воеводам, купцам и заселялись крепостными крестьянами из соседних районов и центральных губерний. По ревизии 1605 года это место называлось Сметанино Поле. К этому же году и относится первое письменное упоминание о селе. Среди помещиков, которым принадлежали здешние земли, были Демидовы, Бехтер, Путятины, Лермонтовы.
До 1791 года село относилось к Казанской губернии, затем к Вятской. После реформы 1861 года генерал Лермонтов (дядя поэта М. Лермонтова) лично приезжал в Сметанино и продал крестьянам землю и угодья с длительной рассрочкой платежей.
В советское время село Сметанино было центром колхоза «Новая жизнь».

## Достопримечательности
Сметанинская Вознесенская церковь

## Знаменитые уроженцы
- Норкин, Иван Андреевич (1919—2002) — Герой Советского Союза.
- Наумов, Пётр Иванович (1861—1925) — историк, краевед, этнограф.

## Инфраструктура
Почта. Дом культуры. Детский сад. Библиотека. Медицинский пункт. Магазины. Водопровод. Фонарное освещение. Асфальтовое дорожное покрытие Центральной улицы.